# Primera División de Bélgica
La Primera División de Bélgica (Jupiler Pro League por patrocinio) es la máxima competición de la liga de fútbol de Bélgica. El torneo lo disputan 16 clubes, que funciona con un sistema de ascensos y descensos a la Segunda División belga. La liga fue creada en 1895 por la Real Asociación Belga de Fútbol y es patrocinada por AB InBev y la cerveza Jupiler.
La temporada comienza a finales de julio y finaliza a principios de mayo, mientras que los equipos juegan 30 partidos cada uno en la temporada regular, y luego entran en play-offs en función de su posición en la temporada regular. Los play-offs para la lucha por el campeonato incluye a los seis mejores equipos de la temporada regular y cada club juega en dos ocasiones contra sus rivales. Los play-offs por la clasificación a la Liga Europa de la UEFA están compuestos por los equipos clasificados del 7.º al 14.º puesto en la temporada regular, divididos en dos grupos de cuatro equipos que juegan entre sí dos veces. Los dos últimos clasificados jugarán un play-off para decidir quién de los dos desciende a la Segunda División de Bélgica. El ganador debe revalidar la categoría en un play-off contra tres equipos de Segunda División, que es un grupo de 4 equipos y el primer lugar obtiene el derecho de participar en la Primera División para la temporada siguiente, mientras que los tres restantes juegan la próxima temporada en la Segunda División.
El campeonato de liga belga lo ganó por primera vez FC Liégeois. De los 82 clubes que han competido en la primera división desde su creación, quince se han coronado campeones de Bélgica. El RSC Anderlecht es el club de la liga de mayor éxito, ya que domina el fútbol belga con 34 títulos, seguido de lejos por el Club Brujas KV (17), Royale Union Saint-Gilloise (12) y Royal Standard de Lieja (10). La liga belga se encuentra, actualmente, en el puesto 10.º del ranking UEFA basado en actuaciones en las competiciones europeas en los últimos cinco años. La competición se clasificó tercera en la primera edición que la UEFA publicó su ranking en 1979 y al año siguiente, en 1980, que es la mejor clasificación que la Primera División belga ha logrado nunca.

## Sistema de competición
La competición consta de 16 equipos. Durante cada temporada (desde agosto hasta abril), cada equipo se enfrenta dos veces con el resto (ida y vuelta), una vez en su estadio y otra en el de su rival, en un total de 30 partidos por cada equipo. Al final de la temporada regular -30 jornadas-, se procede a jugar play-offs por el campeonato; las plazas europeas y el descenso.
Los clubes que finalicen del primer al sexto lugar juegan el play-off por el título de liga. En este caso, cada equipo se enfrenta dos veces con el resto, completando 10 partidos y los equipos comienzan con la mitad de puntos obtenidos durante la temporada regular, si el número de puntos es impar, se hace un redondeo. El primer clasificado es proclamado campeón y se clasifica directamente a la Liga de Campeones, el segundo clasificado jugará la tercera ronda preliminar de la Liga de Campeones, mientras que el tercero juega la tercera ronda previa de la Liga Europa de la UEFA. El cuarto clasificado jugará contra el ganador de la eliminatoria europeo por un pasaje a la competición nombrada anteriormente , específicamente a la segunda ronda preliminar. El campeón de la Copa de Bélgica clasifica a la fase de grupos de la Europa League.
El play-off por evitar el descenso lo disputan los dos últimos clasificados de la temporada regular, juegan entre sí cinco veces y el 15.º clasificado obtiene una ventaja inicial de tres punto , y juega tres de los cinco partidos en condición de local, el perdedor desciende y el ganador juega la ronda final de la Segunda División por obtener una plaza en la Primera División para la próxima temporada. Esta regla se manejó hasta la temporada 2014-2015. 
A partir de la temporada 2015-2016, el último equipo de la clasificación general desciende y el campeón de la Segunda División asciende automáticamente. El equipo clasificado en 17.º lugar juega una eliminatoria a doble partido contra el 2.º clasificado de Segunda División por un puesto en Primera.
El 27 de febrero de 2025, la Asamblea General de la Pro League, a pesar de mucha controversia, decidió nuevamente cambiar el formato de competición a partir de la temporada 2026/27. El mínimo requerido de 33 votos se alcanzó por un estrecho margen (34 votos a favor). La Primera División se jugará de nuevo según el formato de competición clásica con 18 clubes y sin play-offs. Después de 34 jornadas, el primer clasificado será proclamado campeón de liga y los dos últimos descenderán. La Segunda división se jugará con 16 o 18 clubes, dependiendo del rendimiento deportivo de los equipos sub-23. La temporada 2025/26 será un año de transición en términos de ascensos y descensos.

## Historia
La primera liga del fútbol belga (llamada Coupe de Championnat, en español Copa del Campeonato) fue organizada en 1895-96 con 7 equipos. Esos equipos eran Royal Antwerp FC, Club Brujas KV, RFC Lieja (el primer Campeón) y otros 4 de Bruselas: Racing Club de Bruxelles, Léopold Club de Bruselas, Sporting Club de Bruxelles y Unión d'Ixelles. Aunque no había ningún sistema de ascenso/descenso por aquella época, los dos últimos clubes de la liga fueron retirados y un nuevo equipo entró en la competición (el Athletic & Running Club de Bruselas).
Las primeras temporadas fueron dominadas por FC Liégeois y RC de Bruxelles, que compartieron los 8 primeros títulos. En la temporada 1898-99 había dos ligas en Primera División. En 1900-01, las dos ligas se unieron formando una de 9 equipos. Sin embargo, al año siguiente la liga se separó otra vez, jugando unos play-offs con 4 equipos para decidir al campeón final.
En los años 1900, los equipos principales fueron el Royale Union Saint-Gilloise (que ganó sus 6 primeros títulos en aquella década), el Racing Club Bruxelles y el recién inaugurado Beerschot VAC.
En la temporada 1904-05, las dos ligas de Primera División se volvieron a unir formando un campeonato de 11 equipos que fue renombrado como Division I. Un año más tarde, el sistema de ascenso/descenso fue creado y aplicado junto con la Segunda División, y solo 10 equipos jugaron la Primera División hasta 1908, cuando dos equipos más fueron admitidos.
El número de clubes creció en 1921 (a 14 equipos), en 1942 (a 16 equipos) y en 1945 (a 19 equipos). Dos años más tarde fue disminuido a 16 clubes de nuevo.
En la campaña 1974-75 el número de equipos volvió a aumentar, esta vez a 20 equipos. Un año después se disminuyó a 19 y en la 1976-77 se redujo la liga a 18 equipos. La última reducción fue para la temporada 2009-10 quedando la liga en 16 equipos. 
En la temporada 2019-2020, debido al parón que hubo en el mundo del futbol debido al COVID-19 se dio por finalizada la temporada y se le otorgó el título de campeón al Club Brujas ya que por entonces era el primero de la clasificación a 15 puntos del segundo. Waasland-Beveren principalmente habría sido relegado a la Segunda División, pero la Jupiler League decidió ampliar para la temporada 2020-21 a 18 equipos, Waasland se quedó y ascienden OH Leuven y K Beerschot VAC.

## Equipos temporada 2025-2026
| Club                 | Ciudad       | Estadio                       | Capacidad |
| -------------------- | ------------ | ----------------------------- | --------- |
| RSC Anderlecht       | Anderlecht   | Estadio Constant Vanden Stock | 21.500    |
| R. Charleroi SC      | Charleroi    | Estadio del País de Charleroi | 14.000    |
| Círculo de Brujas    | Brujas       | Estadio Jan Breydel           | 29.042    |
| Club Brujas          | Brujas       | Estadio Jan Breydel           | 29.042    |
| FCV Dender EH        | Denderleeuw  | Van Roystadion                | 6.429     |
| KRC Genk             | Genk         | Cegeka Arena                  | 24.956    |
| KAA Gante            | Gante        | Ghelamco Arena                | 20.000    |
| Oud-Heverlee Leuven  | Lovaina      | Den Dreef Stadion             | 10.000    |
| RAAL La Louviere     | La Louviere  | Stade du Tivoli               | 12.500    |
| RKV Malinas          | Malinas      | Stadion Achter de Kazerne     | 16.700    |
| Royal Antwerp        | Amberes      | Bosuilstadion                 | 12.975    |
| Sint-Truidense VV    | Sint-Truiden | Stayen                        | 14.600    |
| Standard Lieja       | Lieja        | Estadio Maurice Dufrasne      | 30.023    |
| Union Saint-Gilloise | Saint-Gilles | Stade Joseph Marien           | 8.000     |
| KVC Westerlo         | Westerlo     | Het Kuipje                    | 8.035     |
| SV Zulte-Waregem     | Waregem      | Regenboogstadion              | 12.414    |

## Palmarés

### Títulos por año
| Temporada            | Campeón                                         | Subcampeón                                      | Tercer lugar                                    | Máximos goleadores                              | Club                                            | Goles                                           |
| Coupe de Championnat | Coupe de Championnat                            | Coupe de Championnat                            | Coupe de Championnat                            | Coupe de Championnat                            | Coupe de Championnat                            | Coupe de Championnat                            |
| -------------------- | ----------------------------------------------- | ----------------------------------------------- | ----------------------------------------------- | ----------------------------------------------- | ----------------------------------------------- | ----------------------------------------------- |
| 1895-96              | RFC Lieja (1)                                   | Royal Antwerp FC                                | Sporting Club Bruxelles                         | Samuel Hickson                                  | RFC Lieja                                       |                                                 |
| 1896-97              | Racing Club Bruxelles (1)                       | RFC Lieja                                       | Royal Antwerp FC                                | Samuel Hickson                                  | RFC Lieja                                       |                                                 |
| 1897-98              | RFC Lieja (2)                                   | Racing Club Bruxelles                           | Léopold FC                                      | Franz König                                     | Racing Club Bruxelles                           |                                                 |
| Division 1           |                                                 |                                                 |                                                 |                                                 |                                                 |                                                 |
| 1898-99              | RFC Lieja (3)                                   | FC Brugeois                                     | Racing Club Bruxelles Círculo de Brujas KSV     | Franz König                                     | Racing Club Bruxelles                           |                                                 |
| 1899-1900            | Racing Club Bruxelles (2)                       | FC Brugeois                                     | Royal Antwerp FC Círculo de Brujas KSV          | Charles Atkinson                                | Racing Club Bruxelles                           |                                                 |
| Division d'Honneur   |                                                 |                                                 |                                                 |                                                 |                                                 |                                                 |
| 1900-01              | Racing Club Bruxelles (3)                       | Beerschot VAC                                   | Léopold FC                                      | Herbert Potts                                   | Beerschot VAC                                   | 26                                              |
| 1901-02              | Racing Club Bruxelles (4)                       | Léopold FC                                      | Union Saint-Gilloise                            | Herbert Potts                                   | Beerschot VAC                                   | 16                                              |
| 1902-03              | Racing Club Bruxelles (5)                       | Union Saint-Gilloise                            | Beerschot VAC                                   | Gustave Vanderstappen                           | Union Saint-Gilloise                            |                                                 |
| 1903-04              | Union Saint-Gilloise (1)                        | Racing Club Bruxelles                           | FC Brugeois                                     | Gustave Vanderstappen                           | Union Saint-Gilloise                            | 30                                              |
| 1904-05              | Union Saint-Gilloise (2)                        | Racing Club Bruxelles                           | FC Brugeois                                     | Robert De Veen                                  | FC Brugeois                                     |                                                 |
| 1905-06              | Union Saint-Gilloise (3)                        | FC Brugeois                                     | Racing Club Bruxelles                           | Robert De Veen                                  | FC Brugeois                                     | 26                                              |
| 1906-07              | Union Saint-Gilloise (4)                        | Racing Club Bruxelles                           | FC Brugeois                                     | Maurice Vertongen                               | Racing Club Bruxelles                           | 29                                              |
| 1907-08              | Racing Club Bruxelles (6)                       | Union Saint-Gilloise                            | FC Brugeois                                     | Maurice Vertongen                               | Racing Club Bruxelles                           | 23                                              |
| 1908-09              | Union Saint-Gilloise (5)                        | Daring Club Bruxelles                           | FC Brugeois                                     | Vahram Kevorkian                                | Beerschot VAC                                   | 30                                              |
| 1909-10              | Union Saint-Gilloise (6)                        | FC Brugeois                                     | Círculo de Brujas KSV                           | Maurice Vertongen                               | Union Saint-Gilloise                            | 36                                              |
| 1910-11              | Círculo de Brujas KSV (1)                       | FC Brugeois                                     | Daring Club Bruxelles                           | Alphonse Six                                    | Círculo de Brujas KSV                           | 40                                              |
| 1911-12              | Daring Club Bruxelles (1)                       | Union Saint-Gilloise                            | Racing Club Bruxelles                           | Maurice Bunyan                                  | Racing Club Bruxelles                           | 25                                              |
| 1912-13              | Union Saint-Gilloise (7)                        | Daring Club Bruxelles                           | Racing Club Bruxelles                           | Sylva Brébart                                   | Daring Club Bruxelles                           | 31                                              |
| 1913-14              | Daring Club Bruxelles (2)                       | Union Saint-Gilloise                            | Círculo de Brujas KSV                           | Maurice Bunyan                                  | Racing Club Bruxelles                           | 28                                              |
| 1914-1919            | Liga no disputada por la Primera Guerra Mundial | Liga no disputada por la Primera Guerra Mundial | Liga no disputada por la Primera Guerra Mundial | Liga no disputada por la Primera Guerra Mundial | Liga no disputada por la Primera Guerra Mundial | Liga no disputada por la Primera Guerra Mundial |
| 1919-20              | FC Brugeois (1)                                 | Union Saint-Gilloise                            | Daring Club Bruxelles                           | Honoré Vlamynck                                 | Daring Club Bruxelles                           | 26                                              |
| 1920-21              | Daring Club Bruxelles (3)                       | Union Saint-Gilloise                            | Beerschot VAC                                   | Ivan Thys                                       | Beerschot VAC                                   | 23                                              |
| 1921-22              | Beerschot VAC (1)                               | Union Saint-Gilloise                            | Royal Antwerp FC                                | Ivan Thys                                       | Beerschot VAC                                   | 21                                              |
| 1922-23              | Union Saint-Gilloise (8)                        | Beerschot VAC                                   | Círculo de Brujas KSV                           | Achille Meyskens                                | Union Saint-Gilloise                            | 24                                              |
| 1923-24              | Beerschot VAC (2)                               | Union Saint-Gilloise                            | Círculo de Brujas KSV                           | Charles Jooris                                  | Racing Club Bruxelles                           | 18                                              |
| 1924-25              | Beerschot VAC (3)                               | Royal Antwerp FC                                | Union Saint-Gilloise                            | Joseph Taeymans                                 | K. Berchem Sport                                | 20                                              |
| 1925-26              | Beerschot VAC (4)                               | Standard de Lieja                               | Daring Club Bruxelles                           | Laurent Grimmonprez                             | KRC Gent                                        | 28                                              |
| 1926-27              | Círculo de Brujas KSV (2)                       | Beerschot VAC                                   | Standard de Lieja                               | Lucien Fabry                                    | Standard de Lieja                               | 28                                              |
| 1927-28              | Beerschot VAC (5)                               | Standard de Lieja                               | Círculo de Brujas KSV                           | Raymond Braine                                  | Beerschot VAC                                   | 35                                              |
| 1928-29              | Royal Antwerp FC (1)                            | Beerschot VAC                                   | Racing Club Malinas                             | Raymond Braine                                  | Beerschot VAC                                   | 30                                              |
| 1929-30              | Círculo de Brujas KSV (3)                       | Royal Antwerp FC                                | Racing Club Malinas                             | Pierre De Vidts                                 | Daring Club Bruxelles                           | 26                                              |
| 1930-31              | Royal Antwerp FC (2)                            | RKV Malinas                                     | K. Berchem Sport                                | Jacques Secretin Joseph Van Beeck               | FC Montegnée Royal Antwerp FC                   | 21                                              |
| 1931-32              | Lierse SK (1)                                   | Royal Antwerp FC                                | Union Saint-Gilloise                            | Bernard Delmez                                  | Lierse SK                                       | 26                                              |
| 1932-33              | Union Saint-Gilloise (9)                        | Royal Antwerp FC                                | Círculo de Brujas ksv                           | Willy Ulens                                     | Royal Antwerp FC                                | 26                                              |
| 1933-34              | Union Saint-Gilloise (10)                       | Daring Club Bruxelles                           | Royal Standard de Lieja                         | Vital Van Landeghem                             | Union Saint-Gilloise                            | 29                                              |
| 1934-35              | Union Saint-Gilloise (11)                       | Lierse SK                                       | Daring Club Bruxelles                           | Marius Mondelé                                  | Daring Club Bruxelles                           | 28                                              |
| 1935-36              | Daring Club Bruxelles (4)                       | Royal Standard de Lieja                         | Union Saint-Gilloise                            | Flor Lambrechts                                 | Royal Antwerp FC                                | 37                                              |
| 1936-37              | Daring Club Bruxelles (5)                       | Beerschot VAC                                   | Union Saint-Gilloise                            | Jean Collet                                     | White Star AC                                   | 22                                              |
| 1937-38              | Beerschot VAC (6)                               | Daring Club Bruxelles                           | Union Saint-Gilloise                            | Marius Mondelé                                  | Daring Club Bruxelles                           | 32                                              |
| 1938-39              | Beerschot VAC (7)                               | Lierse SK                                       | ROC Charleroi                                   | Jozef Wagner                                    | Royal Antwerp FC                                | 31                                              |
| 1939-40              | Liga anulada debido a la Segunda Guerra Mundial | Liga anulada debido a la Segunda Guerra Mundial | Liga anulada debido a la Segunda Guerra Mundial | Liga anulada debido a la Segunda Guerra Mundial | Liga anulada debido a la Segunda Guerra Mundial | Liga anulada debido a la Segunda Guerra Mundial |
| 1940-41              | Campeonato no oficial                           | Campeonato no oficial                           | Campeonato no oficial                           | Campeonato no oficial                           | Campeonato no oficial                           | Campeonato no oficial                           |
| 1941-42              | Lierse SK (2)                                   | Beerschot VAC                                   | Royal Antwerp FC                                | Albert De Cleyn                                 | RKV Malinas                                     | 34                                              |
| 1942-43              | RKV Malinas (1)                                 | Beerschot VAC                                   | Lierse SK                                       | Jules Van Craen Arthur Ceuleers                 | Lierse SK Beerschot VAC                         | 41                                              |
| 1943-44              | Royal Antwerp FC (3)                            | RSC Anderlecht                                  | Beerschot VAC                                   | Jan Goossens                                    | ROC Charleroi                                   | 34                                              |
| 1944-45              | Liga anulada debido a la Batalla de las Ardenas | Liga anulada debido a la Batalla de las Ardenas | Liga anulada debido a la Batalla de las Ardenas | Liga anulada debido a la Batalla de las Ardenas | Liga anulada debido a la Batalla de las Ardenas | Liga anulada debido a la Batalla de las Ardenas |
| 1945-46              | RKV Malinas (2)                                 | Royal Antwerp FC                                | RSC Anderlecht                                  | Albert De Cleyn                                 | RKV Malinas                                     | 40                                              |
| 1946-47              | RSC Anderlecht (1)                              | ROC Charleroi                                   | RKV Malinas                                     | Jef Mermans                                     | RSC Anderlecht                                  | 39                                              |
| 1947-48              | RKV Malinas (3)                                 | RSC Anderlecht                                  | RFC Lieja                                       | Jef Mermans                                     | RSC Anderlecht                                  | 23                                              |
| 1948-49              | RSC Anderlecht (2)                              | K. Berchem Sport                                | Standard de Lieja                               | René Thirifays                                  | RSC Charleroi                                   | 26                                              |
| 1949-50              | RSC Anderlecht (3)                              | K. Berchem Sport                                | Racing Club Malinas                             | Jef Mermans                                     | RSC Anderlecht                                  | 37                                              |
| 1950-51              | RSC Anderlecht (4)                              | K. Berchem Sport                                | Racing Club Malinas                             | Albert De Hert                                  | K. Berchem Sport                                | 27                                              |
| 1951-52              | RFC Lieja (4)                                   | Racing Club Malinas                             | Royal Antwerp FC                                | Jozef Mannaerts                                 | Racing Club Malinas                             | 25                                              |
| Division 1           |                                                 |                                                 |                                                 |                                                 |                                                 |                                                 |
| 1952-53              | RFC Lieja (5)                                   | RSC Anderlecht                                  | Beerschot AC                                    | Rik Coppens                                     | Beerschot VAC                                   | 35                                              |
| 1953-54              | RSC Anderlecht (5)                              | RKV Malinas                                     | KAA Gante                                       | Hippolyte Van Den Bosch                         | RSC Anderlecht                                  | 29                                              |
| 1954-55              | RSC Anderlecht (6)                              | KAA Gante                                       | Standard de Lieja                               | Rik Coppens                                     | Beerschot VAC                                   | 36                                              |
| 1955-56              | RSC Anderlecht (7)                              | Royal Antwerp FC                                | Union Saint-Gilloise                            | Jean Mathonet                                   | Standard de Lieja                               | 26                                              |
| 1956-57              | Royal Antwerp FC (4)                            | RSC Anderlecht                                  | KAA Gante                                       | Maurice Willems                                 | KAA Gante                                       | 35                                              |
| 1957-58              | Standard de Lieja (1)                           | Royal Antwerp FC                                | KAA Gante                                       | Jef Vliers Jef Van Gool                         | Beerschot VAC Royal Antwerp FC                  | 25                                              |
| 1958-59              | RSC Anderlecht (8)                              | RFC Lieja                                       | Standard de Lieja                               | Victor Wégria                                   | RFC Lieja                                       | 26                                              |
| 1959-60              | Lierse SK (3)                                   | RSC Anderlecht                                  | KWSV Thor Genk                                  | Victor Wégria                                   | RFC Lieja                                       | 21                                              |
| 1960-61              | Standard de Lieja (2)                           | RFC Lieja                                       | RSC Anderlecht                                  | Victor Wégria                                   | RFC Lieja                                       | 23                                              |
| 1961-62              | RSC Anderlecht (9)                              | Standard de Lieja                               | Royal Antwerp FC                                | Jacky Stockman                                  | RSC Anderlecht                                  | 29                                              |
| 1962-63              | Standard de Lieja (3)                           | Royal Antwerp FC                                | RSC Anderlecht                                  | Victor Wégria                                   | RFC Lieja                                       | 24                                              |
| 1963-64              | RSC Anderlecht (10)                             | Beringen FC                                     | Standard de Lieja                               | Paul Van Himst                                  | RSC Anderlecht                                  | 26                                              |
| 1964-65              | RSC Anderlecht (11)                             | Standard de Lieja                               | Beerschot VAC                                   | Jean-Paul Colonval                              | Tilleur FC                                      | 25                                              |
| 1965-66              | RSC Anderlecht (12)                             | Sint-Truidense VV                               | Standard de Lieja                               | Paul Van Himst                                  | RSC Anderlecht                                  | 25                                              |
| 1966-67              | RSC Anderlecht (13)                             | FC Brugeois                                     | RFC Lieja                                       | Jan Mulder                                      | RSC Anderlecht                                  | 20                                              |
| 1967-68              | RSC Anderlecht (14)                             | FC Brugeois                                     | Standard de Lieja                               | Paul Van Himst Roger Claessen                   | RSC Anderlecht Standard de Lieja                | 20                                              |
| 1968-69              | Standard de Lieja (4)                           | RSC Charleroi                                   | Lierse SK                                       | Antal Nagy                                      | Standard de Lieja                               | 20                                              |
| 1969-70              | Standard de Lieja (5)                           | Club Brujas KV                                  | KAA Gante                                       | Lothar Emmerich                                 | Beerschot VAC                                   | 29                                              |
| 1970-71              | Standard de Lieja (6)                           | Club Brujas KV                                  | RSC Anderlecht                                  | Erwin Kostedde                                  | Standard de Lieja                               | 26                                              |
| 1971-72              | RSC Anderlecht (15)                             | Club Brujas KV                                  | Standard de Lieja                               | Raoul Lambert                                   | Club Brujas KV                                  | 17                                              |
| 1972-73              | Club Brujas KV (2)                              | Standard de Lieja                               | Royal Racing White                              | Rob Rensenbrink Alfred Riedl                    | RSC Anderlecht Sint-Truidense VV                | 16                                              |
| 1973-74              | RSC Anderlecht (16)                             | Royal Antwerp FC                                | Royal Racing White                              | Attila Ladynski                                 | RSC Anderlecht                                  | 22                                              |
| 1974-75              | RWD Molenbeek (1)                               | Royal Antwerp FC                                | RSC Anderlecht                                  | Alfred Riedl                                    | Royal Antwerp FC                                | 28                                              |
| 1975-76              | Club Brujas KV (3)                              | RSC Anderlecht                                  | RWD Molenbeek                                   | Hans Posthumus                                  | Lierse SK                                       | 26                                              |
| 1976-77              | Club Brujas KV (4)                              | RSC Anderlecht                                  | Standard de Lieja                               | François Van Der Elst                           | RSC Anderlecht                                  | 21                                              |
| 1977-78              | Club Brujas KV (5)                              | RSC Anderlecht                                  | Standard de Lieja                               | Harald Nickel                                   | Standard de Lieja                               | 22                                              |
| 1978-79              | KSK Beveren (1)                                 | RSC Anderlecht                                  | Standard de Lieja                               | Erwin Albert                                    | KSK Beveren                                     | 28                                              |
| 1979-80              | Club Brujas KV (6)                              | Standard de Lieja                               | RWD Molenbeek                                   | Erwin Vandenbergh                               | Lierse SK                                       | 39                                              |
| 1980-81              | RSC Anderlecht (17)                             | KSC Lokeren                                     | Standard de Lieja                               | Erwin Vandenbergh                               | Lierse SK                                       | 24                                              |
| 1981-82              | Standard de Lieja (7)                           | RSC Anderlecht                                  | KAA Gante                                       | Erwin Vandenbergh                               | Lierse SK                                       | 25                                              |
| 1982-83              | Standard de Lieja (8)                           | RSC Anderlecht                                  | Royal Antwerp FC                                | Erwin Vandenbergh                               | RSC Anderlecht                                  | 20                                              |
| 1983-84              | KSK Beveren (2)                                 | RSC Anderlecht                                  | Club Brujas KV                                  | Nico Claesen                                    | RFC Seraing                                     | 27                                              |
| 1984-85              | RSC Anderlecht (18)                             | Club Brujas KV                                  | FC Lieja                                        | Ronny Martens                                   | KAA Gante                                       | 23                                              |
| 1985-86              | RSC Anderlecht (19)                             | Club Brujas KV                                  | Standard de Lieja                               | Erwin Vandenbergh                               | RSC Anderlecht                                  | 27                                              |
| 1986-87              | RSC Anderlecht (20)                             | RKV Malinas                                     | Club Brujas KV                                  | Arnór Guðjohnsen                                | RSC Anderlecht                                  | 19                                              |
| 1987-88              | Club Brujas KV (7)                              | RKV Malinas                                     | Royal Antwerp FC                                | Francis Severeyns                               | Royal Antwerp FC                                | 24                                              |
| 1988-89              | RKV Malinas (4)                                 | RSC Anderlecht                                  | FC Lieja                                        | Eddie Krnčević                                  | RSC Anderlecht                                  | 23                                              |
| 1989-90              | Club Brujas KV (8)                              | RSC Anderlecht                                  | RKV Malinas                                     | Frank Farina                                    | Club Brujas KV                                  | 24                                              |
| 1990-91              | RSC Anderlecht (21)                             | RKV Malinas                                     | KAA Gante                                       | Erwin Vandenbergh                               | KAA Gante                                       | 23                                              |
| 1991-92              | Club Brujas KV (9)                              | RSC Anderlecht                                  | Standard de Lieja                               | Josip Weber                                     | Círculo de Brujas KSV                           | 26                                              |
| 1992-93              | RSC Anderlecht (22)                             | Standard de Lieja                               | RKV Malinas                                     | Josip Weber                                     | Círculo de Brujas KSV                           | 31                                              |
| 1993-94              | RSC Anderlecht (23)                             | Club Brujas KV                                  | RFC Seraing                                     | Josip Weber                                     | Círculo de Brujas KSV                           | 31                                              |
| 1994-95              | RSC Anderlecht (24)                             | Standard de Lieja                               | Club Brujas KV                                  | Aurelio Vidmar                                  | Standard Lieja                                  | 22                                              |
| 1995-96              | Club Brujas KV (10)                             | RSC Anderlecht                                  | KFC Germinal Ekeren                             | Mario Stanić                                    | Club Brujas KV                                  | 20                                              |
| 1996-97              | Lierse SK (4)                                   | Club Brujas KV                                  | Excelsior Mouscron                              | Robert Špehar                                   | Club Brujas KV                                  | 26                                              |
| 1997-98              | Club Brujas KV (11)                             | KRC Genk                                        | KFC Germinal Ekeren                             | Branko Strupar                                  | KRC Genk                                        | 22                                              |
| 1998-99              | KRC Genk (1)                                    | Club Brujas KV                                  | RSC Anderlecht                                  | Jan Koller                                      | KSC Lokeren                                     | 24                                              |
| 1999-2000            | RSC Anderlecht (25)                             | Club Brujas KV                                  | KAA Gante                                       | Ole Martin Årst Toni Brogno                     | KAA Gante KVC Westerlo                          | 30                                              |
| 2000-01              | RSC Anderlecht (26)                             | Club Brujas KV                                  | Standard de Lieja                               | Tomasz Radzinski                                | RSC Anderlecht                                  | 23                                              |
| 2001-02              | KRC Genk (2)                                    | Club Brujas KV                                  | RSC Anderlecht                                  | Wesley Sonck                                    | KRC Genk                                        | 30                                              |
| 2002-03              | Club Brujas KV (12)                             | RSC Anderlecht                                  | KSC Lokeren                                     | Wesley Sonck Cédric Roussel                     | KRC Genk RAEC Mons                              | 22                                              |
| 2003-04              | RSC Anderlecht (27)                             | Club Brujas KV                                  | Standard de Lieja                               | Luigi Pieroni                                   | Excelsior Mouscron                              | 28                                              |
| 2004-05              | Club Brujas KV (13)                             | RSC Anderlecht                                  | KRC Genk                                        | Nenad Jestrović                                 | RSC Anderlecht                                  | 18                                              |
| 2005-06              | RSC Anderlecht (28)                             | Standard de Lieja                               | Club Brujas KV                                  | Tosin Dosunmu                                   | KFC Germinal Beerschot                          | 18                                              |
| 2006-07              | RSC Anderlecht (29)                             | KRC Genk                                        | Standard de Lieja                               | François Sterchele                              | KFC Germinal Beerschot                          | 21                                              |
| 2007-08              | Standard de Lieja (9)                           | RSC Anderlecht                                  | Club Brujas KV                                  | Joseph Akpala                                   | RSC Charleroi                                   | 18                                              |
| Pro League           |                                                 |                                                 |                                                 |                                                 |                                                 |                                                 |
| 2008-09              | Standard de Lieja (10)                          | RSC Anderlecht                                  | Club Brujas KV                                  | Jaime Ruiz                                      | KVC Westerlo                                    | 18                                              |
| 2009-10              | RSC Anderlecht (30)                             | KAA Gante                                       | Club Brujas KV                                  | Romelu Lukaku                                   | RSC Anderlecht                                  | 15                                              |
| 2010-11              | KRC Genk (3)                                    | Standard de Lieja                               | RSC Anderlecht                                  | Ivan Perišić                                    | Club Brujas KV                                  | 22                                              |
| 2011-12              | RSC Anderlecht (31)                             | Club Brujas KV                                  | KRC Genk                                        | Jérémy Perbet                                   | RAEC Mons                                       | 25                                              |
| 2012-13              | RSC Anderlecht (32)                             | SV Zulte Waregem                                | Club Brujas KV                                  | Carlos Bacca                                    | Club Brujas KV                                  | 25                                              |
| 2013-14              | RSC Anderlecht (33)                             | Standard de Lieja                               | Club Brujas KV                                  | Hamdi Harbaoui                                  | KSC Lokeren                                     | 22                                              |
| 2014-15              | KAA Gante (1)                                   | Club Brujas KV                                  | RSC Anderlecht                                  | Aleksandar Mitrović                             | RSC Anderlecht                                  | 20                                              |
| 2015-16              | Club Brujas KV (14)                             | RSC Anderlecht                                  | KAA Gante                                       | Jérémy Perbet                                   | RSC Charleroi                                   | 20                                              |
| 2016-17              | RSC Anderlecht (34)                             | Club Brujas KV                                  | KAA Gante                                       | Łukasz Teodorczyk Henry Onyekuru                | RSC Anderlecht KAS Eupen                        | 22                                              |
| 2017-18              | Club Brujas KV (15)                             | Standard de Lieja                               | RSC Anderlecht                                  | Hamdi Harbaoui                                  | SV Zulte Waregem                                | 22                                              |
| 2018-19              | KRC Genk (4)                                    | Club Brujas KV                                  | Standard de Lieja                               | Hamdi Harbaoui                                  | SV Zulte Waregem                                | 25                                              |
| 2019-20              | Club Brujas KV (16)                             | KAA Gante                                       | RSC Charleroi                                   | Jonathan David Dieumerci Mbokani                | KAA Gante Royal Antwerp FC                      | 18                                              |
| 2020-21              | Club Brujas KV (17)                             | KRC Genk                                        | Royal Antwerp FC                                | Paul Onuachu                                    | KRC Genk                                        | 33                                              |
| 2021-22              | Club Brujas KV (18)                             | Union Saint-Gilloise                            | RSC Anderlecht                                  | Deniz Undav                                     | Union Saint-Gilloise                            | 26                                              |
| 2022-23              | Royal Antwerp FC (5)                            | KRC Genk                                        | Union Saint-Gilloise                            | Hugo Cuypers                                    | KAA Gante                                       | 27                                              |
| 2023-24              | Club Brujas KV (19)                             | Union Saint-Gilloise                            | RSC Anderlecht                                  | Kévin Denkey                                    | Círculo de Brujas KSV                           | 27                                              |
| 2024-25              | Union Saint-Gilloise (12)                       | Club Brujas KV                                  | KRC Genk                                        | [[]]                                            | [[]]                                            | -                                               |

## Títulos por club
| Club                    | Títulos | Subtítulos | Años campeón |
| ----------------------- | ------- | ---------- | --- |
| RSC Anderlecht          | 34      | 21         | 1947, 1948, 1950, 1951, 1954, 1955, 1956, 1959, 1962, 1964, 1965, 1966, 1967, 1968, 1972, 1974, 1981, 1985, 1986, 1987, 1991, 1993, 1994, 1995, 2000, 2001, 2004, 2006, 2007, 2010, 2012, 2013, 2014, 2017 |
| Club Brujas KV          | 19      | 24         | 1920, 1973, 1976, 1977, 1978, 1980, 1988, 1990, 1992, 1996, 1998, 2003, 2005, 2016, 2018, 2020, 2021, 2022, 2024                                                                                           |
| Union Saint-Gilloise    | 12      | 9          | 1904, 1905, 1906, 1907, 1909, 1910, 1913, 1923, 1933, 1934, 1935, 2025 |
| Standard de Lieja       | 10      | 13         | 1958, 1961, 1963, 1969, 1970, 1971, 1982, 1983, 2008, 2009 |
| Beerschot VAC           | 7       | 7          | 1922, 1924, 1925, 1926, 1928, 1938, 1939 |
| Racing Club Bruxelles † | 6       | 4          | 1897, 1900, 1901, 1902, 1903, 1908 |
| Royal Antwerp FC        | 5       | 11         | 1929, 1931, 1944, 1957, 2023 |
| Daring Club Bruxelles † | 5       | 4          | 1912, 1914, 1921, 1936, 1937 |
| RFC Lieja               | 5       | 3          | 1896, 1898, 1899, 1952, 1953 |
| RKV Malinas             | 4       | 5          | 1943, 1946, 1948, 1989 |
| KRC Genk                | 4       | 4          | 1999, 2002, 2011, 2019 |
| Lierse SK †             | 4       | 2          | 1932, 1942, 1960, 1997 |
| Círculo de Brujas KSV   | 3       | -          | 1911, 1927, 1930 |
| KSK Beveren             | 2       | -          | 1979, 1984 |
| KAA Gante               | 1       | 3          | 2015 |
| RWD Molenbeek †         | 1       | -          | 1975 |
| K Berchem Sport         | -       | 3          | --- |
| RSC Charleroi           | -       | 1          | --- |
| KSC Lokeren †           | -       | 1          | --- |
| Sint-Truidense VV       | -       | 1          | --- |
| Royal Léopold FC        | -       | 1          | --- |
| ROC Charleroi           | -       | 1          | --- |
| Racing Club Malinas     | -       | 1          | --- |
| Beringen FC †           | -       | 1          | --- |
| SV Zulte Waregem        | -       | 1          | --- |

- † Equipo desaparecido.

## Estadísticas de jugadores

### Máximos goleadores por temporada
Erwin Vandenbergh es el único jugador que ha logrado ser el máximo goleador en cuatro ocasiones consecutivas, entre 1979-80 y 1982-83 (las tres primeras temporadas en el Lierse SK y la última en el RSC Anderlecht). También es el jugador que más veces ha acabado proclamándose máximo realizador de la Primera División belga en 6 ocasiones y con tres diferentes clubes: 3 veces con Lierse SK, RSC Anderlecht dos veces y una vez con el KAA Gent). Victor Wégria y Josip Weber obtuvieron el título 3 veces consecutivas (Wégria entre 1958-59 y 1960-61, con el RFC Liégeois y Weber entre 1991-92 y 1993-94, con el Cercle Brugge KSV). Wégria finalmente terminó una vez más como máximo goleador, su 4.ª ocasión, en la campaña 1962-63 todavía con RFC Liégeois, por lo cual es el segundo jugador con más títulos de máximo goleador en la historia de la Primera División belga.
La introducción de este título honorífico en 1945 fue demasiado tarde para el primer goleador Bert De Cleyn, ya que este jugador ha sido el que más goles ha anotado en la historia de la Primera División belga desde 1895 (377 goles en 395 encuentros entre 1932 y 1954 con el KV Mechelen), aunque ganó el título de máximo goleador una vez. Otros jugadores entre los diez primeros de la lista de máximos realizadores de todos los tiempos son Joseph Mermans (3 veces máximo goleador, 339 tantos en 382 partidos con el RSC Anderlecht), Bernard Voorhoof (281 goles en 473 partidos con el Lierse SK), Arthur Ceuleers (280 goles en 401 partidos, en su mayoría con el Beerschot VAC), Rik Coppens (2 veces máximo goleador), Erwin Vandenbergh y Paul Van Himst (3 veces máximo goleador).
El primer jugador extranjero en ganar el título fue el neerlandés Jan Mulder en la temporada 1966-67, con el RSC Anderlecht. Desde entonces, 27 jugadores extranjeros han terminado como máximos goleadores. Solo dos se alzaron con el trofeo más de una vez: Josip Weber (dos con nacionalidad croata y una vez como belga) y el austríaco Alfred Riedl.

### Máximos goleadores históricos
Resumen de los jugadores que más goles marcaron en la primera división belga. Solo se incluyen jugadores con más de 200 goles. (datos hasta el 24 de diciembre de 2024 teniendo en cuenta de que a esa fecha aún no se han sumado jugadores que tengan más de 200 goles)
| Rank | Nacionalidad | Nombre            | Goles | Partidos | Clubes                                                                                             |
| ---- | ------------ | ----------------- | ----- | -------- | -------------------------------------------------------------------------------------------------- |
| 1    | Bélgica      | Albert De Cleyn   | 377   | 488      | KV Mechelen (1932-1955)                                                                            |
| 2    | Bélgica      | Jef Mermans       | 343   | 384      | RSC Anderlecht (1941-1957)                                                                         |
| 3    | Bélgica      | Bernard Voorhoof  | 296   | 474      | Lierse SK (1927-1948)                                                                              |
| 4    | Bélgica      | Arthur Ceuleers   | 288   | 398      | Beerschot VAC (1933-1944), Racing Club de Bruxelles (1945-1951)                                    |
| 5    | Bélgica      | Rik Coppens       | 261   | 389      | Beerschot VAC (1947-1961), ROC Charleroi (1961-1962)                                               |
| 6    | Bélgica      | Erwin Vandenbergh | 255   | 428      | Lierse SK (1976-1982), RSC Anderlecht (1982-1986), KAA Gent (1990-1994), RWD Molenbeek (1994-1995) |
| 7    | Bélgica      | Paul Dechamps     | 241   | 299      | RFC Liège (1946-1956)                                                                              |
| 8    | Bélgica      | Jean Capelle      | 240   | 251      | Standard de Lieja (1929-1944)                                                                      |
| 9    | Bélgica      | Paul Van Himst    | 235   | 477      | RSC Anderlecht (1959-1975)                                                                         |
| 10   | Bélgica      | Jan Ceulemans     | 229   | 518      | Lierse SK (1974-1978), Club Brugge (1978-1991)                                                     |
| 11   | Bélgica      | Raoul Lambert     | 212   | 373      | Club Brugge (1962-1980)                                                                            |
| 12   | Bélgica      | Raymond Braine    | 206   | 268      | Beerschot VAC (1922-1930, 1936-1943)                                                               |

### Partidos disputados
Resumen de los jugadores que más partidos disputaron en la primera división belga. Solo se incluyen jugadores con más de 500 partidos.
| Rank | Nacionalidad | Nombre              | Partidos | Clubes |
| ---- | ------------ | ------------------- | -------- | --- |
| 1    | Bélgica      | Raymond Mommens     | 614      | KSC Lokeren (1975-1986), Sporting Charleroi (1986-1997) |
| 2    | Bélgica      | Willy Wellens       | 598      | Lierse SK (1972-1974), RWD Molenbeek (1974-1978, 1990-1991), Standard de Lieja (1978-1981), Club Brugge (1981-1986), Beerschot VAC (1986-1989), KV Kortrijk (1989-1990), Cercle Brugge (1991-1993)                                                           |
| 3    | Bélgica      | Eddy Snelders       | 590      | Royal Antwerp FC (1975-1980), KSC Lokeren (1980-1982), Lierse SK (1982-1984, 1994-1996), Standard de Lieja (1984-1986), KV Kortrijk (1986-1989), Germinal Ekeren (1989-1994, 1996-1997)                                                                      |
| 4    | Bélgica      | Dany Verlinden      | 582      | Lierse SK (1980-1988), Club Brugge (1988-2004) |
| 5    | Bélgica      | Guy Vandersmissen   | 577      | Standard de Lieja (1978-1991), Germinal Ekeren (1991-1992), RWD Molenbeek (1992-1998) |
| 6    | Bélgica      | Franky Van der Elst | 568      | RWD Molenbeek (1979-1984), Club Brugge (1984-1999) |
| 7    | Bélgica      | Filip De Wilde      | 565      | KSK Beveren (1981-1987), RSC Anderlecht (1987-1996, 1998-2003), KSC Lokeren (2004) |
| 8    | Bélgica      | Victor Mees         | 554      | Royal Antwerp FC (1944-1964) |
| 8    | Bélgica      | Marc Millecamps     | 554      | KSV Waregem (1968-1972, 1973-1988) |
| 10   | Bélgica      | Vital Borkelmans    | 533      | KSV Waregem (1986-1989), Club Brugge (1989-2000), KAA Gent (2000-2002), Cercle Brugge (2003-2004) |
| 11   | Bélgica      | Olivier Deschacht   | 529      | RSC Anderlecht (2001-2018), KSC Lokeren (2018-2019), SV Zulte Waregem (2019-2021) |
| 12   | Bélgica      | Rudi Smidts         | 526      | Royal Antwerp FC (1984-1997), Sporting Charleroi (1997-1998), Germinal Ekeren (1998-1999), Germinal Beerschot (1999-2000), KV Mechelen (2000-2001) |
| 13   | Bélgica      | Marc Schaessens     | 523      | Beerschot VAC (1983-1989), Standard de Lieja (1989-1991), Club Brugge (1991-1993), KRC Genk (1993-1994), RFC Seraing (1994-1995), Germinal Ekeren (1995-1999), KVC Westerlo (1999-2002), Lierse SK (2002-2004), Excelsior Moeskroen (2004), RAEC Mons (2005) |
| 14   | Bélgica      | Jan Ceulemans       | 517      | Lierse SK (1974-1978), Club Brugge (1978-1991) |
| 15   | Bélgica      | Hugo Broos          | 513      | RSC Anderlecht (1970-1983), Club Brugge (1983-1988) |
| 16   | Bélgica      | Michel Preud'homme  | 503      | Standard de Lieja (1977-1986), KV Mechelen (1986-1994) |
| 17   | Bélgica      | Michel De Wolf      | 502      | RWD Molenbeek (1976-1983), KAA Gent (1983-1988), KV Kortrijk (1988-1990), RSC Anderlecht (1990-1994) |

### Premios
Los jugadores de la Primera División belga pueden ser de cualquier nacionalidad, y un club puede firmar la cantidad de jugadores extranjeros como desee. El primer club que presentó un equipo formado de 11 jugadores extranjeros fue el KSC Lokeren, en 2001. 
Cada año, son elegidos por los jugadores belgas el Zapato de Oro, el más alto premio que un jugador puede recibir en las competiciones. Los jugadores con ascendencia africana, origen o nacionalidad pueden optar por la Bota de Ébano.

## Clasificación histórica (1895-2022)
Clasificación histórica desde la instauración de la Primera División de Bélgica en la temporada 1895-96, hasta finalizada la temporada 2021-22 (119 temporadas), Club Brujas KV, KAA Gante, RSC Anderlecht y Standard de Lieja están actualizados hasta la temporada 2022-2023. Los nombres en negrita jugarán en la máxima categoría en la temporada 2023/24.
Se contabilizan tres puntos por victoria, uno por empate y cero por derrota.
| N.º | Club                         | Temp. | PJ   | PG   | PE  | PP   | GF   | GC   | Puntos |
| --- | ---------------------------- | ----- | ---- | ---- | --- | ---- | ---- | ---- | ------ |
| 1.  | Anderlecht                   | 93    | 2997 | 1679 | 650 | 722  | 6316 | 3411 | 5697   |
| 2.  | Brujas                       | 102   | 3036 | 1570 | 634 | 792  | 5830 | 3828 | 5344   |
| 3.  | Standard Lieja               | 104   | 3254 | 1513 | 769 | 972  | 5882 | 4576 | 5305   |
| 4.  | Royal Antwerp                | 102   | 2839 | 1206 | 648 | 985  | 4877 | 4293 | 4286   |
| 5.  | KAA Gante                    | 85    | 3055 | 1200 | 738 | 1117 | 4888 | 4765 | 4338   |
| 6.  | Beerschot VAV                | 81    | 2326 | 989  | 529 | 808  | 4250 | 3638 | 3496   |
| 7.  | Lierse SK (†)                | 75    | 2366 | 901  | 562 | 903  | 3730 | 3825 | 3265   |
| 8.  | Círculo de Brujas            | 84    | 2364 | 818  | 554 | 1002 | 3470 | 3864 | 2981   |
| 9.  | RKV Malinas                  | 72    | 2153 | 805  | 553 | 795  | 3407 | 3383 | 2968   |
| 10. | Union Saint-Gilloise         | 59    | 1565 | 757  | 311 | 497  | 3403 | 2404 | 2582   |
| 11. | RFC Lieja                    | 67    | 1858 | 704  | 441 | 713  | 2833 | 2927 | 2553   |
| 12. | Charleroi SC                 | 58    | 1897 | 630  | 484 | 783  | 2478 | 2931 | 2374   |
| 13. | KSC Lokeren                  | 42    | 1432 | 508  | 409 | 515  | 1997 | 1996 | 1933   |
| 14. | Daring Club de Bruxelles     | 48    | 1240 | 530  | 279 | 431  | 2338 | 1917 | 1869   |
| 15. | Sint-Truidense               | 46    | 1447 | 454  | 386 | 607  | 1767 | 2170 | 1748   |
| 16. | KRC Genk                     | 31    | 1100 | 485  | 267 | 348  | 1790 | 1488 | 1719   |
| 17. | KSK Beveren                  | 37    | 1237 | 410  | 332 | 495  | 1520 | 1691 | 1562   |
| 18. | Berchem Sport                | 41    | 1220 | 394  | 315 | 511  | 1838 | 2253 | 1497   |
| 19. | Racing Club Bruxelles        | 40    | 907  | 395  | 178 | 334  | 1944 | 1625 | 1363   |
| 20. | KV Kortrijk (Cortrique)      | 30    | 1023 | 311  | 281 | 431  | 1253 | 1530 | 1211*  |
| 21. | KSV Waregem                  | 28    | 939  | 306  | 268 | 365  | 1188 | 1277 | 1186   |
| 22. | Racing de Malinas            | 34    | 957  | 324  | 207 | 426  | 1574 | 1918 | 1179   |
| 23. | RWD Molenbeek (Bruselas)     | 24    | 818  | 291  | 231 | 296  | 1084 | 1092 | 1104   |
| 24. | R. Olympic Charleroi         | 24    | 728  | 243  | 178 | 307  | 1126 | 1327 | 907    |
| 25. | K. Beringen FC               | 25    | 792  | 220  | 213 | 359  | 926  | 1337 | 873    |
| 26. | SV Zulte Waregem             | 17    | 593  | 211  | 152 | 230  | 855  | 943  | 785    |
| 27. | KVC Westerlo                 | 18    | 604  | 203  | 152 | 249  | 838  | 958  | 761    |
| 28. | KRC Gent                     | 19    | 474  | 149  | 230 | 95   | 763  | 1051 | 677    |
| 29. | R. Tilleur FC                | 21    | 620  | 167  | 143 | 310  | 870  | 1271 | 644    |
| 30. | R. Excelsior Mouscron        | 13    | 440  | 174  | 104 | 162  | 693  | 611  | 626    |
| 31. | K. Waterschei Thor Genk      | 15    | 482  | 163  | 130 | 189  | 674  | 780  | 619    |
| 32. | Germinal Beerschot Antwerpen | 13    | 444  | 156  | 117 | 171  | 612  | 620  | 585    |
| 33. | Eendracht Aalst              | 16    | 524  | 148  | 125 | 251  | 743  | 1048 | 569    |
| 34. | KV Oostende                  | 13    | 447  | 131  | 116 | 200  | 548  | 752  | 511    |
| 35. | KFC Germinal Ekeren          | 10    | 340  | 132  | 85  | 123  | 528  | 480  | 481    |
| 36. | RCS Verviers                 | 17    | 406  | 109  | 87  | 210  | 568  | 881  | 414    |
| 37. | R. White Star AC (Bruselas)  | 11    | 313  | 108  | 58  | 147  | 612  | 733  | 382    |
| 38. | FC Winterslag                | 9     | 310  | 93   | 93  | 124  | 342  | 507  | 372    |
| 39. | KM Lyra                      | 12    | 342  | 94   | 79  | 169  | 592  | 851  | 361    |
| 40. | KFC Lommel SK                | 9     | 306  | 93   | 75  | 138  | 390  | 507  | 354    |
| 41. | Léopold Club de Bruxelles    | 19    | 304  | 92   | 52  | 160  | 514  | 762  | 328    |
| 42. | RFC Sérésien                 | 8     | 272  | 78   | 93  | 101  | 336  | 426  | 327    |
| 43. | RAEC Mons                    | 9     | 309  | 83   | 73  | 153  | 367  | 480  | 322    |
| 44. | RAA Louviéroise              | 9     | 306  | 75   | 96  | 135  | 337  | 498  | 321    |
| 45. | R. Racing White (Bruselas)   | 8     | 240  | 77   | 83  | 80   | 299  | 299  | 314    |
| 46. | KFC Diest                    | 9     | 278  | 77   | 71  | 130  | 316  | 447  | 302    |
| 47. | Waasland-Beveren             | 9     | 285  | 65   | 77  | 133  | 316  | 482  | 275    |
| 48. | K Boom FC                    | 10    | 282  | 73   | 56  | 153  | 389  | 700  | 275    |
| 49. | KRC Harelbeke                | 6     | 204  | 69   | 45  | 90   | 281  | 316  | 252    |
| 50. | Oud-Heverlee Leuven          | 6     | 205  | 58   | 59  | 87   | 288  | 357  | 234    |
| 51. | KAS Eupen                    | 7     | 221  | 57   | 53  | 111  | 261  | 405  | 224    |
| 52. | Royal Excel Mouscron         | 7     | 213  | 56   | 49  | 108  | 245  | 343  | 186    |
| 53. | CS La Forestoise             | 6     | 158  | 47   | 32  | 79   | 267  | 413  | 173    |
| 54. | KSV Roeselare                | 5     | 164  | 41   | 43  | 80   | 192  | 286  | 166    |
| 55. | RWDM Brussels FC             | 4     | 136  | 34   | 34  | 68   | 128  | 206  | 136    |
| 56. | AS Oostende                  | 4     | 138  | 29   | 38  | 71   | 165  | 280  | 125    |
| 57. | K Sint-Niklase SKE           | 4     | 106  | 30   | 29  | 47   | 142  | 247  | 119    |
| 58. | Crossing Club Schaerbeek     | 4     | 120  | 26   | 32  | 62   | 95   | 183  | 110    |
| 59. | Excelsior SC de Bruxelles    | 5     | 110  | 28   | 19  | 63   | 159  | 289  | 103    |
| 60. | Racing Jet de Bruxelles      | 3     | 102  | 21   | 39  | 42   | 93   | 179  | 102    |
| 61. | ARC de Bruxelles             | 9     | 100  | 29   | 12  | 59   | 158  | 302  | 99     |
| 62. | KSK Tongeren                 | 2     | 68   | 18   | 28  | 22   | 79   | 118  | 82     |
| 63. | Uccle Sport                  | 4     | 100  | 20   | 16  | 64   | 127  | 247  | 76     |
| 64. | FCV Dender EH                | 2     | 68   | 18   | 14  | 36   | 77   | 117  | 68     |
| 65. | SC Courtraisien              | 5     | 102  | 16   | 18  | 68   | 122  | 369  | 66     |
| 66. | K Beerschot VA               | 2     | 68   | 18   | 9   | 41   | 91   | 140  | 63     |
| 67. | KV Turnhout                  | 3     | 82   | 13   | 17  | 52   | 106  | 237  | 56     |
| 68. | K. Tubantia Borgerhout VK    | 2     | 52   | 15   | 10  | 27   | 86   | 138  | 55     |
| 69. | KVV Belgica FC Edegem        | 2     | 52   | 11   | 6   | 35   | 115  | 195  | 39     |
| 70. | RFC Seraing (1922)           | 1     | 34   | 8    | 4   | 22   | 30   | 68   | 28     |
| 71. | K Beringen-Heusden-Zolder    | 1     | 34   | 7    | 7   | 20   | 36   | 68   | 28     |
| 72. | Verbroedering Geel           | 1     | 34   | 8    | 4   | 22   | 35   | 79   | 28     |
| 73. | Skill FC de Bruxelles        | 3     | 36   | 8    | 3   | 25   | 49   | 74   | 27     |
| 74. | RRFC Montegnée               | 1     | 26   | 8    | 3   | 15   | 51   | 90   | 27     |
| 75. | AFC Tubize                   | 1     | 34   | 7    | 6   | 21   | 35   | 77   | 27     |
| 76. | Patro Eisden                 | 1     | 30   | 6    | 6   | 18   | 26   | 54   | 24     |
| 77. | RRC Tournai                  | 1     | 30   | 5    | 7   | 18   | 37   | 83   | 22     |
| 78. | Verviers FC                  | 3     | 32   | 7    | 1   | 24   | 36   | 104  | 22     |
| 79. | RC Tirlemont                 | 1     | 26   | 5    | 4   | 17   | 31   | 62   | 19     |
| 80. | Sporting Club de Bruxelles   | 2     | 22   | 6    | 1   | 15   | 33   | 68   | 19     |
| 81. | Stade Louvain                | 1     | 30   | 4    | 7   | 19   | 46   | 85   | 19     |
| 82. | RUS Tournai                  | 1     | 30   | 3    | 6   | 21   | 25   | 101  | 15     |
| 83. | KSC Hasselt                  | 1     | 34   | 2    | 6   | 26   | 21   | 94   | 12     |
| 84. | Olympia Club de Bruxelles    | 1     | 12   | 2    | 2   | 8    | 24   | 49   | 8      |
| 85. | Union FC d'Ixelles           | 1     | 12   | 1    | 0   | 11   | 5    | 51   | 3      |

* Por la mala inclusión de un jugador del Kortrijk, se le descontaron 3 puntos, en la temporada 2012-13.